# Vida de Droga
"Vida de Droga" é um livro infanto-juvenil lançado em 1998 de autoria do escritor, jornalista, dramaturgo e autor de telenovelas Walcyr Carrasco. A obra é utilizada como base para discussão de temas polêmicos. O enredo da narrativa aproxima o público adolescente, que se identifica nas personagens pela idade, pela classe social e conflitos que vivenciam.

## Enredo
O livro conta a história de Dora, uma menina que possuía uma vida abastada e que tem a vida virada ao avesso quando seu pai perde o emprego e ela precisa ir morar na periferia. Lá ela conhece novos amigos e consegue seu primeiro namorado. Depois que seu pai se separa de sua mãe e o dinheiro não dá para as necessidades – o que faz com que sua mãe tenha que arrumar um emprego para sustentar sua família – Dora se revolta com o rumo que sua vida tomou.
A jovem acaba conhecendo uma nova amiga, Emília, que lhe apresenta Gui (Guilherme). Eles conversam e Gui puxa um cigarro do bolso e começa a fumar. Dora não queria, mas ela gostava de Gui. Num primeiro momento ela fica com medo, mas a revolta e a curiosidade são mais fortes, e então, ela começa a consumir drogas, chegando a roubar para sustentar seu vício. Os problemas de Dora com as drogas não afetam somente a ela, mas também sua família.
Quando sua mãe descobre o seu vício, começa uma luta para que ela saia desse mundo, até que Dora foge de casa por conta da rigidez materna, sem compreender que sua mãe desejava ajudá-la. Assim, ela vai morar na rua, onde conhece diversas pessoas. Para se sustentar ela começa a pedir esmola, até que encontra sua amiga que era de classe alta, que a leva para a prostituição. Nesse meio tempo Dora revê muitos amigos antigos e se depara com várias situações desagradáveis, até que encontra sua mãe (Cleusa), volta para sua casa e é internada em uma clínica de recuperação para viciados em drogas. Após sair da clínica, Dora reencontra o amigo que conheceu na clinica e que ainda fumava e a induziu à volta ao mundo das drogas. Passando por novas situações até que algo mude dentro de si mesma, Dora consegue se recuperar com a ajuda de sua mãe, de seu novo padrasto e de outras pessoas. Ela então deve enfrentar os preconceitos e tentar realmente mudar de vida. Mas no livro é sinalizado que diferente do caso de Dora, nem todos conseguem superar o vício.